# Friedrich Konrad Gadebusch
Friedrich Konrad Gadebusch, né le 29 janvier 1719 à Altefähr et mort le 20 juin 1788 à Dorpat, est un historien, juriste et écrivain allemand.

## Biographie
Membre de la commission législative fondée par Catherine II à Moscou et du consistoire de Dorpat dont il devient chef de la Justice, on lui doit :
- Mémoire sur les historiens de la Livonie (Riga, 1772)
- Bibliothèque livonienne (3 vol, Riga, 1777)
- Essais sur l'histoire et la jurisprudence de la Livonie (9 livres, Riga, 1779-1785)
- Annales livoniennes de 1030 à 1761 (8 vol, Riga, 1780-1783)